# 刁整
刁整（5世纪？—537年），字景智，勃海郡饶安县（今河北省盐山县西南）人，南北朝北魏至东魏的官员、军事人物，刁遵的第三子。
刁整年轻时广泛涉猎经史，曾任郡功曹。太和十五年（491年），担任奉朝请。太和十七年（493年），魏孝文帝迁都洛阳后，刁整被任命为司空法曹参军。太和二十三年（499年），孝文帝发动南征大军，广阳王元嘉屯驻荆州时，刁整在元嘉麾下担任外兵参军事。不久后转至咸阳王元禧麾下，同样担任外兵参军。景明年间，他被任命为给事中，兼任荆州中正，随后又任尚书左中兵郎中。正始三年（506年），南朝梁的江州刺史王茂进攻荆州，平南将军杨大眼率军迎击，刁整以持节身份担任杨大眼的军司。杨大眼击败王茂的军队，斩杀了南朝梁的辅国将军王花等人。永平元年（508年），刁整因军功被授予员外散骑常侍，仍兼任郎中。延昌三年（514年）秋，他以郎中身份获授右军将军称号，不久后转任骁骑将军。熙平元年（516年），因父亲去世，他辞官服丧。正光元年（520年），中山王元熙以铲除元叉等人为名在邺城起兵，最终失败身亡。由于刁整弟弟的妻子是元熙的姐姐，刁整不顾危险收敛了元熙的遗体并加以隐藏，之后交还给元熙的亲属。元叉得知此事后憎恨刁整，又以元熙的弟弟元略逃亡南朝梁为由，将刁整及其弟弟刁宣、儿子刁恭等人逮捕入狱。后来因御史王基和前军将检事使魏子建为他们洗清冤屈，才得以释放。之后，刁整从征虏将军调任范阳郡太守。当时河北因战乱遭受兵祸，但刁整在任期间成功守住了范阳郡，而在他离任后不久，范阳郡便落入叛军之手。正光六年（525年），灵太后重新掌权后，刁整被授予安南将军、光禄大夫。刁整家中有年迈的母亲，而河北战乱频发，局势危险。恰逢族弟刁双担任西兖州刺史，于是刁整便带着全家前去依附他。永安元年（528年），他获授金紫光禄大夫。永安二年（529年），兼任黄门。元颢进入洛阳后，刁整被任命为沧州刺史。魏孝庄帝返回洛阳后，因刁整曾依附元颢而追究其罪责，将他免官，之后刁整回到了家乡。永安三年（530年）九月，孝庄帝诛杀尔朱荣后，刁整被任命为镇东将军、行沧州事。普泰元年（531年），他担任代理征东大将军、沧冀瀛三州刺史、大都督，不久后又加授车骑将军、右光禄大夫。由于家乡遭受叛乱之害，刁整带着母亲前往齐州避难，期间获授卫大将军。天平四年（537年），刁整在邺城去世，被追赠司空公，谥号文献。他的儿子是刁柔。